# Anton Haug
Anton Haug (* 12. Mai 1890 in Thomasberg, Batschka, Österreich-Ungarn; † 15. Juli 1945 in Syrmisch Mitrowitz, Jugoslawien) war ein banatschwäbischer römisch-katholischer Geistlicher und Märtyrer. 

## Leben
Anton Haug besuchte das Gymnasium, studierte Theologie in Kollotschau und wurde am 22. Juni 1913 zum Priester geweiht. Die Stationen seines Wirkens waren: Weprowatz, Plankenburg, Wolfingen, Subotica, wo er 1927 Sekretär der Apostolischen Administratur wurde, und schließlich 1930 als Pfarrer in Tschonopel (Sombor) mit 5000 Katholiken. Im Frühjahr 1945 kam er in ein Todeslager und starb an Unterernährung und Misshandlungen.

## Gedenken
Die katholische Kirche hat Anton Haug als Glaubenszeugen in das deutsche Martyrologium des 20. Jahrhunderts aufgenommen.